# Pteridaceae
Pteridaceae E.D.M.Kirchn., 1831 è una famiglia di felci dell'ordine Polypodiales.

## Descrizione

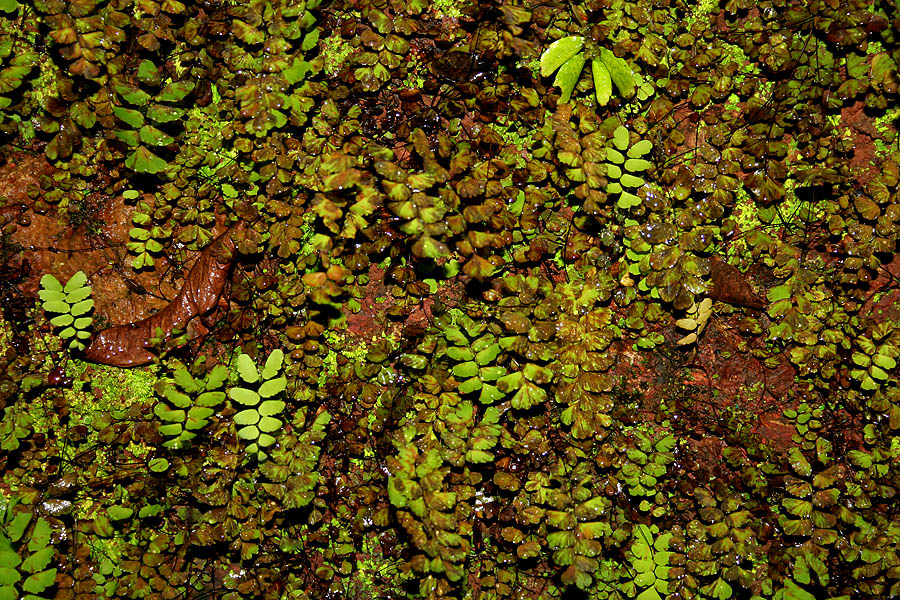
Adiantum lunulatum

Quella delle Pteridaceae è una vasta famiglia di felci.
I membri della famiglia possiedono rizomi rampicanti o eretti e sono per lo più terrestri o epipetriche, cioè che crescono sulla roccia.
Le foglie sono quasi sempre composite e possiedono sori lineari, che si trovano tipicamente sui margini delle foglie e sono prive di un vero indusio, essendo solitamente protette da un falso indusio formato dal margine riflesso della foglia.
La famiglia include quattro gruppi di generi, che talvolta sono riconosciuti come famiglie separate: le felci adiantoidi, cheilanthoidi, pteroidi e hemionitidoidi.
Le relazioni tra questi gruppi restano non chiare, e alcune analisi genetiche recenti sulle Polypodiales suggeriscono che né la famiglia Pteridaceae, né i maggiori gruppi al suo interno sono totalmente monofiletici.

## Gruppi tradizionali
Secondo le definizioni tradizionali, i gruppi in cui si suddividono le Pteridaceae sono i seguenti:
- sottofamiglia Adiantoidi (tribù Adianteae Gaudich. 1829[5]); piante epipetriche, terrestri o epifite in habitat umidi;comprende un unico genere:
  - Adiantum L. – maidenhair ferns[6][7].
- sottofamiglia Cheilanthoidi;  Includono parecchi generi, tra i quali vi sono:
  - Argyrochosma (J.Sm.) Windham – false cloak ferns
  - Aspidotis (Nutt. ex Hook.) Copel. – lace ferns
  - Astrolepis D.M.Benham & Windham – cloak ferns
  - Cheilanthes Sw. – lip ferns
  - Notholaena R.Br. – cloak ferns
  - Pellaea Link – cliff brakes[6][7]
- sottofamiglia Pteridoidi (tribù Pterideae J. Sm 1841[8]); piante terrestri e epipetriche di habitat umidi; in questa sottofamiglia vi sono parecchi generi, tra cui:
  - Pteris L. – brakes
  - Onychium Kaulf.[6][7]
- sottofamiglia Parkerioidi (tribù Parkerieae Brongn. 1843[9]); piante acquatiche che vegetano in paludi e/o foreste di mangrovie, tra le quali vi sono:
  - Acrostichum L. – leather ferns
  - Ceratopteris Brongn.[6][7]
- sottofamiglia Hemionitidoidi; piante terrestri, epipetriche o epifitiche presenti in habitat umidi o semiaridi; le foglie sono semplici, pinnate o più composite; gli sporangi nascono su sori lineari non marginali, exindusiati o talvolta in sori marginali; questa sottofamiglia contiene parecchi generi, tra i quali vi sono:
  - Anogramma Link
  - Cryptogramma R.Br. – rock brakes
  - Eriosorus Fée
  - Hemionitis L.
  - Jamesonia Hook. & Grev.
  - Pityrogramma Link – gold ferns[6][7]
- sottofamiglia Vittarioidi (tribù Vittarieae C. Presl 1836[10]); principalmente epifite nelle regioni tropicali; tutte possiedono foglie semplici con sori che seguono i vasi e sono prive di indusia:
  - Anetium Splitg. 1840
  - Antrophyum Kaulf. 1875
  - Hecistopteris (L.) Sm. 1842
  - Monogramma Comm. ex Schkuhr 1809
  - Vittaria (L.) Sm. 1793 – Shoestring fern

## Sottofamiglie
Sulla base della ricerca filogenetica, Christenhusz et al. (2011) divisero i generi di Pteridaceae nelle seguenti sottofamiglie.
Queste grosso modo corrispondono con i gruppi sopra elencati, ma con la differenza principale che le felci delle sottofamiglie adiantoidi e vittarioidi sono unite all'interno della sottofamiglia Vittarioideae.
- Cryptogrammoideae S.Linds. 2009

Sinonimi: Cryptogrammaceae Pic. Serm. 1963
Generi: Coniogramme, Cryptogramma, Llavea
- Ceratopteridoideae (J.Sm.) R.M.Tryon 1986

Sinonimi:Parkerioideae
- Parkeriaceae Hook. 1825
- Ceratopteridaceae Underw. 1900

Generi: Acrostichum, Ceratopteris
- Pteridoideae C.Chr. ex Crabbe, Jermy & Mickel 1975

Generi: Actiniopteris, Anogramma, Aspleniopsis, Austrogramme, Cerosora, Cosentinia, Jamesonia (incl. Eriosorus), Nephopteris, Onychium, Pityrogramma, Pteris (incl. Neurocallis & Platyzoma), Pterozonium, Syngramma, Taenitis
- Cheilanthoideae W.C.Shieh 1973

Sinonimi:Cheilanthaceae B.K. Nayar 1970
Generi: Adiantopsis, Aleuritopteris, Argyrochosma, Aspidotis, Astrolepis, Bommeria, Calciphilopteris, Cassebeera, Cheilanthes, Cheiloplecton, Doryopteris, Hemionitis, Mildella, Notholaena, Paraceterach, Paragymnopteris, Pellaea, Pentagramma, Trachypteris, Tryonella
- Vittarioideae (C.Presl) Crabbe, Jermy & Mickel 1975

Sinonimi:
Adiantoideae(C.Presl) R.M.Tryon 1986
Adiantaceae Newman 1840
Generi: Adiantum, Ananthacorus, Anetium, Antrophyum, Haplopteris, Hecistopteris, Monogramma, Polytaenium, Radiovittaria, Rheopteris, Scoliosorus, Vittaria

## Relazioni filogenetiche
Il seguente filogramma, che mostra le relazioni tra le sottofamiglie sopra indicate, si basa su Schuettpelz & Pryer (2008).
|  | Ceratopteridoideae |
|  |                    |
|  | Pteridoideae       |
|  |                    |

|  | Cheilanthoideae |
|  |                 |
|  | Vittarioideae   |
|  |                 |

|  | Ceratopteridoideae |
|  |                    |
|  | Pteridoideae       |
|  |                    |

|  | Cheilanthoideae |
|  |                 |
|  | Vittarioideae   |
|  |                 |

|  | Ceratopteridoideae |
|  |                    |
|  | Pteridoideae       |
|  |                    |

|  | Cheilanthoideae |
|  |                 |
|  | Vittarioideae   |
|  |                 |

|  | Ceratopteridoideae |
|  |                    |
|  | Pteridoideae       |
|  |                    |

|  | Cheilanthoideae |
|  |                 |
|  | Vittarioideae   |
|  |                 |